# Christiaan C. Schaaf
Christiaan Coenraad Schaaf (Amsterdam, 28 mei 1890 - aldaar, 23 december 1969) was een Nederlands kunstschilder en afficheontwerper.
Hij volgde een opleiding aan de Rijksakademie van beeldende kunsten in Amsterdam op een 2-jarige avondcursus bij J. Mulder.
Hij was werkzaam in Amsterdam, Rotterdam tot 1918, op het eiland Madeira, in Zuid-Afrika en Guyana tot 1950 en daarna weer in Amsterdam tot 1969.
Zijn onderwerpen waren figuurvoorstellingen, portretten, landschappen en stillevens. Hij was lid van De Onafhankelijken (Amsterdam), De Vereeniging Sint Lucas (Amsterdam) en De Brug.